# Andréa Bassit
Andréa Bassitt (São José do Rio Preto, SP, 18 de julho de 1966) é uma atriz e autora brasileira que ficou conhecida pela personagem Valdete no seriado Sandy & Júnior na TV Globo e pela personagem Operilda na série de concertos infantis Aprendiz de Maestro, na Sala São Paulo. A atriz é formada pela Escola de Arte Dramática da USP. Escreveu as peças: As Turca; Operilda na Orquestra Amazônica; Operilda na Ciranda de Villa-Lobos; A Flauta Mágica, o Maestro e a Feiticeira; diversos espetáculos da série TUCCA Aprendiz de Maestro; As Favoritas do Rádio e o livro Miguel Magno, O Pregador de Peças, da Coleção Aplauso.

## Filmografia

### Como atriz
| Ano     | Título                    | Personagem | Nota                               |
| ------- | ------------------------- | ---------- | ---------------------------------- |
| 1994    | Confissões de Adolescente | Célia      | Episódio: "Despertar da Primavera" |
| 1999–02 | Sandy & Júnior            | Valdete    |                                    |
| 2003    | Mulheres Apaixonadas      | Marly      |                                    |
| 2005    | Retrato Falado            | Sofia      | Episódio: "Laura"                  |
| 2010    | Passione                  | Guida      |                                    |
| 2018    | O Sétimo Guardião         | Marli      | Episódios: "12–14 de novembro"     |

## Teatro

### Como atriz
| Ano     | Título                                    |
| ------- | ----------------------------------------- |
| 1994–98 | As Favoritas do Rádio                     |
| 2000–02 | Filhos do Brasil                          |
| 2003    | Operilda e o Quebra-Nozes                 |
| 2004–05 | O Rio da Minha Aldeia, texto inédito      |
| 2005    | As Turca                                  |
| 2005    | Operilda no Lago dos Cisnes               |
| 2006    | Operilda na Ciranda de Villa-Lobos        |
| 2007    | A Flauta Mágica, o Maestro e a Feiticeira |
| 2008    | A Volta ao Circo em Dó Menor e Dó Maior   |
| 2009    | Concerto ou Sinfonia                      |
| 2009    | Operilda no País das Maravilhas           |
| 2010–11 | Miguel Magno, o Pregador de Peças         |
| 2012    | Idomeneo                                  |
| 2013    | Operilda na Orquestra Amazônica           |
| 2014–16 | A Arca de Noé                             |

### Como diretora
| Ano  | Título                        |
| ---- | ----------------------------- |
| 1998 | Domésticas                    |
| 2004 | A presença de Guedes          |
| 2004 | Quem Canta Seus Males Espanta |
| 2003 | Operilda e o Quebra-Nozes     |
| 2005 | Os Fantasmas da Operilda      |
| 2009 | Operilda no Lago dos Cisnes   |